# 猶他州德雷珀聖殿
猶他德雷珀聖殿（Draper Utah Temple）是耶穌基督後期聖徒教會的第129座，奉獻於2009年3月20日至22日。在奉獻之前，聖殿於2009年1月15日至3月14日對公眾開放。聖殿位於猶他州德雷珀，面積57,000-平方英尺（5,300-平方）。在奉獻之前，這座寺廟於2009年1月15日至2009年3月14日對公眾開放。
聖殿歷史
教會會長戈登·興格萊會長（Gordon B. Hinckley）在2004年10月的總會大會開幕式上宣布了建造聖殿的意圖。 興格萊會長說，新建築是因鹽湖谷地其他聖殿過度擁擠所必需的。 除鹽湖城，約旦河和奧克爾山聖殿外，該聖殿是鹽湖谷地的第四座聖殿。
猶他德雷珀聖殿位於猶他州德雷珀東部，東2000號路，南14000號路的12英畝（49,000平方公尺）。 聖殿面積是57,000平方英尺（5,300平方公尺），聖殿高166英尺（51 公尺），尖頂上有天使摩羅乃雕像，該雕像坐落在大部分其他後期聖徒聖殿上。 德雷珀角落峽谷隘口附近的位置包括一座耶穌基督後期聖徒教堂。 這座聖殿聳立在該市低於2005年秋天批准的峽谷下方的美麗自然保護區中，保護區超過1,000英畝（400公頃； 1.6平方英里）。聖殿周圍種滿了各種各樣的樹木，並在492個停車位旁排成一列。
這座聖殿的奠基儀式是在現場的僅邀請儀式上進行的，該儀式通過教會的衛星系統廣播到附近的支聯會中心。儀式由教會的十二使徒定額組的羅素·納爾遜（Russell M. Nelson）主持，教會的總會會長團成員也都參加了。

## 外部連結
- 维基共享资源上的相關多媒體資源：猶他州德雷珀聖殿
- Draper Utah Temple （页面存档备份，存于） (official)